# الحوادث الطبيعية
الحوادث الطبيعية هي العيش مع تقنيات عالية المخاطر وهو كتاب صدر عام 1984م من قبل تشارلز بيرو عالم الاجتماع في جامعة ييل والذي يقدم تحليلاً مفصلاً للأنظمة المعقدة التي يتم إجراؤها من منظور العلوم الاجتماعية. وكان أول من «اقترح إطارا لتوصيف النظم التقنية المعقدة مثل الحركة الجوية وحركة النقل البحري والمصانع الكيماوية والسدود وخاصة محطات الطاقة النووية وفقا لمخاطرها».حيث يقول بيرو إن الفشل المتعدد وغير المتوقع يتم بناؤه في الأنظمة المجتمعية المعقدة والقريبة مثل هذه الحوادث لا يمكن تجنبها ولا يمكن تصميمها.

## حوادث النظام
تسمى الحوادث «العادية» أو حوادث النظام لأن مثل هذه الحوادث لا مفر منها في أنظمة معقدة للغاية. وبالنظر إلى خصائص النظام المتضمن فستحدث حالات فشل متعددة تتفاعل مع بعضها البعض على الرغم من الجهود المبذولة لتجنبها. حيث أن خطأ المشغل هو مشكلة شائعة جدا والعديد من الفشل تتعلق بالمنظمات بدلا من التقنية والحوادث الكبيرة دائما تبدأ بدايات صغيرة جدا. تبدو مثل هذه الأحداث تافهة لتبدأ بها قبل أن تتسلل من خلال النظام بشكل لا يمكن التنبؤ به لإنشاء حدث كبير له عواقب وخيمة.
ساهمت الحوادث الطبيعية في المفاهيم الرئيسية لمجموعة من التطورات الفكرية في الثمانينيات التي أحدثت ثورة في مفهوم السلامة والمخاطر. وقد جعلت من حالة فحص الفشل التقني نتيجة لنظم شديدة التفاعل وأبرزت العوامل التنظيمية والإدارية باعتبارها الأسباب الرئيسية للفشل. لم يعد من الممكن إرجاع الكوارث التقنية إلى خلل المعدات المعزولة أو خطأ المشغل.
هناك ثلاثة شروط تجعل النظام عرضةً للحوادث العادية وهي:
- النظام معقد
- يقترن النظام بإحكام
- النظام لديه إمكانيات كارثية

## جزيرة الثلاثة أميال
هو حادث جزيرة الثلاثة أميال في 1979 حيث نتج عن حادث نووي عن تفاعل غير متوقع من إخفاقات متعددة في نظام معقد. كان الحدث مثالاً لحادث طبيعي لأنه «غير متوقع وغير مفهوم ولا يمكن السيطرة عليه ولا يمكن تجنبه».
وخلص بيرو إلى أن الفشل في جزيرة الثلاثة أميال كان نتيجة لتعقيد النظام الهائل. أدرك أن مثل هذه الأنظمة الحديثة عالية المخاطر كانت عرضة للفشل لكن كانت تدار بشكل جيد. كان من المحتم أن يعانوا في النهاية ما وصفه «بحادث طبيعي». ولذلك اقترح قد نفعل ما هو أفضل للتفكير في إعادة تصاميم جذرية أو إذا كان ذلك غير ممكن للتخلي عن هذه التقنية بالكامل.

## تصاميم مفاعلات جديدة
من عيوب أي تقنية للمفاعلات نووية الجديدة أن مخاطر السلامة قد تكون أكبر في البداية حيث أن مشغلي المفاعلات لديهم خبرة قليلة في التصميم الجديد. حيث أوضح المهندس النووي ديفيد لوشباوم أن معظم الحوادث النووية الخطيرة قد حدثت مع أحدث التقنيات في ذلك الوقت. ويجادل بأن «مشكلة المفاعلات والحوادث الجديدة ذات شقين: تنشأ سيناريوهات يستحيل التخطيط لها في عمليات المحاكاة ويرتكب البشر أخطاء». وكما قال أحد مديري مختبر الأبحاث في الولايات المتحدة فإن «تصنيع وبناء مفاعلات جديدة وتشغيلها وصيانتها سيواجه منحنى تعلُّمًا حادًا: فالتقنيات المتقدمة ستزيد من مخاطر الحوادث والأخطاء».
في بعض الأحيان قد يؤدي الاستغناء الهندسي الذي يتم وضعه لضمان الأمان إلى نتائج عكسية وإنتاج أقل وليس أكثر موثوقية. قد يحدث هذا من خلال ثلاث طرق:
- تؤدي أجهزة الأمان الزائدة عن الحاجة إلى نظام أكثر تعقيدًا وأكثر عرضة للأخطاء والحوادث.
- يؤدي التكرار إلى تنفير المسؤولية بين العمال.
- يؤدي التكرار إلى زيادة ضغوط الإنتاج مما يؤدي إلى نظام يعمل بسرعات أعلى ولكن أقل أمانًا.